# ラ・ルー
ラ・ルー (仏: La Roux) は、イギリスのエレクトロ・ポップデュオ。バンド名はフランス語で「赤毛」の意味で、メンバーのエレノアの当時の髪の色に由来する。2009年のシングル「Bulletproof」は英国チャート1位、米国チャート8位を獲得。

## メンバー
- エレノア・ジャクソン（Eleanor Jackson） - ボーカル、キーボード

女性。

### 旧メンバー
- ベン・ラングメイド（Ben Langmaid） - キーボード、プロデュース

## ディスコグラフィ

### アルバム
- ラ・ルー La Roux (2009年)
- トラブル・イン・パラダイスTrouble in Paradise (2014年)
- スーパービジョン Supervision (2020年)

### コンピレーションアルバム
- サイドトラックド Sidetracked (2010年)

### シングル
- クイックサンド Quicksand (2008年)
- イン・フォー・ザ・キル In for the Kill (2009年)
- バレットプルーフ Bulletproof (2009年)
- アイム・ノット・ユア・トイ I'm Not Your Toy (2009年)